# آناتولی استارکوف
آناتولی استارکوف (اوکراینی: Анатолій Єфремович Старков؛ زادهٔ ۱۵ اکتبر ۱۹۴۶) دوچرخه‌سوار اهل اتحاد جماهیر سوسیالیستی شوروی است.